# Groß Düben
Groß Düben là một đô thị trong huyện Görlitz, bang tự do Sachsen, nước Đức. Đô thị Groß Düben có diện tích 14,56 km², dân số thời điểm ngày 31 tháng 12 năm 2005 là 1304 người.